# Aeroportul Xingtai Dalian
Aeroportul Xingtai Dalian (IATA: XNT, ICAO: ZBXT) este un aeroport din Hebei, Republica Populară Chineză ce deservește zona Xingtai⁠(d). A fost numit după zona deservită.
aeroportul dispune de o singură pistă.